# بیرگیته هنل
بیرگیته هنل (انگلیسی: Birgitte Hanel؛ زادهٔ ۲۵ آوریل ۱۹۵۴) قایقران روئینگ اهل دانمارک است.